# Хуан Естебан Куручет
Хуан Естебан Куручет  (ісп. Juan Esteban Curuchet, 4 лютого 1965) — аргентинський велогонщик, олімпійський чемпіон.

## Виступи на Олімпіадах
| Олімпіада         | Дисципліна                                 | Місце |
| ----------------- | ------------------------------------------ | ----- |
| Лос-Анджелес 1984 | Командна гонка переслідування, 4000 метрів | 9     |
| Лос-Анджелес 1984 | Очкова гонка                               | 5     |
| Сеул 1988         | Очкова гонка                               | 5     |
| Атланта 1996      | Очкова гонка                               | 23    |
| Сідней 2000       | Очкова гонка                               | 14    |
| Сідней 2000       | Медісон                                    | 7     |
| Афіни 2004        | Очкова гонка                               | 13    |
| Афіни 2004        | Медісон                                    | 9     |
| Пекін 2008        | Очкова гонка                               | 18    |
| Пекін 2008        | Медісон                                    | 1     |